# Diskurs
Diskurs (od latinske reči discursus, "raščlanjivanje") označava pisanu i usmenu komunikaciju: 
- U semantici i analizi diskursa: Diskurs je konceptualna generalizacija razgovora u sklopu svakog modaliteta i konteksta komunikacije.
- Sveukupnost kodifikovanog jezika (vokabulara) koja se koristi u datoj oblasti intelektualnog istraživanja i društvene prakse, kao što su pravni diskurs, medicinski diskurs, religijski diskurs, i tako dalje.[1]
- U radu Mišela Fukoa, kao i društvenih teoretičara koje je inspirisao: diskurs opisuje "entitete sekvenci, znakova, po tome što su saopštenja (énoncés)", izjave u razgovoru.[2]

Kao ni diskurs, ni izjava (enouncement) nije jedinica semiotičkih znakova, već apstraktna konstrukcija koja omogućava semiotičkim znakovima dodelu značenja, i tako prenosi specifične, ponovljive komunikacije do i između subjekata, objekata i izjave. Stoga, diskurs se sastoji od semiotičkih sekvenci (odnosa među znakovima koji prenose značenje) između objekata, subjekata i izjava.
Termin "diskurzivne formacije" (francuski: formation discursive) konceptualno opisuje redovne komunikacije (pisanu i usmenu) koje proizvode takve diskurse, kao što su neformalni razgovori. Kao filozof Mišel Fuko je primenio diskurzivnu formaciju u analizi velikih organa znanja, poput političke ekonomije i prirodne istorije. 
U jednom smislu u kom se upotrebljava, termin diskurs se proučava u korpusnoj lingvistici, metoda u lingvističkim istraživanjima u kojim se koriste uzorci prirodnog govora. U drugom smislu (kodifikovan jezik na polju istraživanja) i u trećem smislu (izjava), analiza diskursa ispituje i utvrđuje veze između jezika i strukture posredovanja.
Pored toga, jer je diskurs telo teksta koje treba da prenosi specifične podatke, informacije i znanja, postoje interni odnosi u sadržaju datog diskursa; isto tako, postoje eksterni odnosi između diskursa. Kao takav, diskurs ne postoji per se (sam po sebi), ali se odnosi na druge diskurse, putem međusobne povezanosti diskursa. Dakle, u toku istraživanja, diskurs među istraživačima podrazumeva odgovore na pitanja Šta je ...? a šta nije ... sprovedena po značenjima pojmova koja se koriste u datoj oblasti istraživanja, kao što su antropologija, etnografija i sociologija; studije kulture i teorija književnosti; filozofija nauke i feminizma.

## Humanističke nauke
U humanističkim i društvenim naukama, termin diskurs opisuje formalnu način razmišljanja koji se može izraziti kroz jezik; diskurs je društvena granica koja definiše šta se može reći o datoj temi.
Diskurs utiče na perspektivu osobe; nemoguće je da se izbegne diskurs. Na primer, dva posebno posebna diskursa se mogu koristiti za različite gerilske pokrete koji ih opisuju ili kao "borci za slobodu" ili "teroriste". Drugim rečima, izabrani diskurs određuje rečnik, izraze a možda i stil koji će se koristiti u komunikaciji.
Diskursi su ugrađeni u različite retoričke žanrove i metažanrove koji ih ograničavaju i omogućavaju. To je jezik koji govori o jeziku. Na primer, uputstvo Američkog psihijatrijskog udruženja DSMIV određuje koji termini moraju da se koriste u razgovoru o mentalnom zdravlju, čime se posreduje značenju i diktira praksa stručnjacima iz psihologije i psihijatrije.
Diskurs je tesno povezan sa različitim teorijama moći i države, dok god se na definisanje diskursa gleda kao na definisanje same stvarnosti. Ova koncepcija diskursa u velikoj meri potiče iz rada francuskog filozofa Mišela Fukoa.

## Modernizam
Modernisti su bili usmereni ka postizanju napretka i verovali su u postojanje prirodnih i društvenih zakona, koji bi se uopšteno mogli primenjivati da bi se razvilo znanje a samim tim i bolje razumevanje društva. Modernisti su bili zaokupljeni traganjem za istinom i stvarnošću i nastojali su da razviju teorije koje sadrže istinitost i predvidivost. Stoga su diskurs smatrali neraskidivim u odnosu na govor ili način govora definišući diskurs funkcionalnim. Diskurs i jezičke promene su uzrokovane napretkom ili potrebom da nastanu nove ili preciznije reči da bi se opisala nova otkrića, tumačenja ili sfere interesovanja. U savremenom dobu jezik i diskurs su odvojeni od moći i ideologije i kao takvi su shvaćeni kao prirodni produkti korišćenja zdravog razuma i napretka. Po Renijeru modernizam podstiče dalje uzdizanje liberarnih diskursa ljudskih prava, jednakosti, slobode i pravde, dok s druge strane ovakva retorika prikriva suštinsku nejednakost i ne uzima u obzir različitost.

## Strukturalizam
Strukturalisti, kao što su Ferdinand de Sosir i Žak Lakan, zagovaraju da su sva ljudska delovanja i društvene strukture  povezane sa jezikom i da se mogu poimati kao sistemi povezanih elemenata. Ovim se podrazumeva da pojedinačni elementi nekog sistema imaju značenje jedino kada se posmatraju u odnosu na strukturu kao celinu, i da se strukture kao takve mogu shvatiti kao potpune, samoupravne i promenljive tvorevine. Drugim rečima struktura je ta koja određuje značaj, značenje i ulogu pojedinačnih elemenata sistema. Strukturalizam je dao značajan doprinos našem razumevanju jezika i društvenih sistema. Sosirova teorija jezika  uopšteno ističe odlučujuću ulogu značenja i značaja u izgradnji ljudskog života.

## Postmodernizam
Prateći očigledna ograničenja modernog doba razvila se postmodernistička teorija. Postmodernisti su odbacili modernističke tvrdnje da je postojao jedan teorijski pristup kojim su definisani svi aspekti društva. Nasuprot tome postmodernisti su bili usmereni ka ispitivanju različitih iskustava pojedinaca i grupa ističući pre razlike nego sličnosti i zajednička iskustva.
Nasuprot modernističkoj teoriji postmodernistička teorija je pristupačnija i dozvoljava individualne razlike dok je s druge strane odbacila pojam društvenih zakona. Postmodernisti su se preusmerili od traganja za istinom ka traženju odgovora kako istine nastaju i traju. Postmodernisti su tvrdili da  istina i znanje nastaju kroz diskurse, pluralno, kontekstualno i istorijski. Stoga su postmodernistički istraživači započeli ispitivanje diskursa kao što su tekstovi, jezik, shvatanja I delovanja.
Francuski društveni teoretičar Mišel Fuko razvio je pojam diskursa u njegovim ranim delima, naročito u ‘Arheologiji znanja’ 1972. U ‘Diskurzivnim borbama u okviru društvenog blagostanja: Prikaz tinejdžerskog majčinstva’, Lara Lesa rezimira Fukoovu definiciju diskursa kao ‘ sistema misli sastavljenog od ideja, stavova, načina delovanja, verovanja i dejstvovanja koji sistematski stvaraju subjekte i svetove o kojima govore’. Fuko prati ulogu diskursa u širim društvenim procesima legitimnosti i moći, naglašavajući stvaranje trenutnih istina, kako  one opstaju i koje odnose moći nose sa sobom. Fuko dalje teoretiše da je diskurs sredstvo pomoću koga odnosi moći proizvode govorne subjekte. On (1977, 1980) je tvrdio da su moć i znanje međusobno povezani, stoga je svaki ljudski odnos zasnovan na borbi i posredovanju moći. Fuko je dalje tvrdio da je moć uvek prisutna i da samim tim može i da stvori i da kontroliše istinu. Diskurs je po Fukou (1977, 1980, 2003)  povezan sa moći jer funkcioniše po pravilima isključivosti. Na osnovu toga diskursom upravljaju objekti, o kojima se može govoriti, ritual, gde i kako neko može da govori, i oni privilegovani koji mogu da govore.  Stvarajući fraze moć-znanje Fuko (1980) je tvrdio da je znanje i stvaralac i stvaralaštvo moći. Objekat postaje ‘čvor u okviru mreže’. U njegovom delu ‘Arheologija znanja’ Fuko koristi primer knjige kako bi prikazao čvor u okviru mreže. Knjiga se ne sastoji od pojedinačnih reči na jednoj stranici, od kojih svaka ima značenje, nego je određena u sistemu referenci u odnosu na druge knjige, druge tekstove i druge rečenice. Značenje takve knjige je povezano sa većom, najbitnijom mrežom znanja i ideja na koju se i odnosi.
Jedan od ključnih diskursa koje je Fuko prepoznao kao deo svoje kritike moći-znanja je bio neoliberalizam, koji je on veoma blisko povezao sa njegovim principom upravljanja iz njegovih predavanja o biopolitici. Ovakva putanja Fukovog razmišljanja je u mnogome prihvaćena u okviru ljudske geografije.